# فردریک روب
فردریک روب (انگلیسی: Frederick Robe; ۱ ژانویهٔ ۱۸۰۱ – ۴ آوریل ۱۸۷۱) افسر، سیاستمدار، و فرماندار اهل پادشاهی متحد بریتانیای کبیر و ایرلند بود.